# Nicolae Borzea
Nicolae Borzea (n. 23 aprilie 1856, Viștea de Jos, comitatul Făgăraș, Regatul Ungariei – d. 11 iunie 1936, Făgăraș, Regatul României) a fost un deputat în Marea Adunare Națională de la Alba Iulia, organismul legislativ reprezentativ al „tuturor românilor din Transilvania, Banat și Țara Ungurească”, cel care a adoptat hotărârea privind Unirea Transilvaniei cu România, la 1 decembrie 1918 .

## Biografie
Obține bacalaureatul la Brașov și urmează pentru un an Dreptul la Cluj, după care își începe studiile teologice la Academia Teologică din Sibiu.
A funcționat ca învățător în Săliște și Boița, dejuțul Sibiu, în 1886 intră în funcție ca paroh în Viștea de Jos, iar din 1905 intră ca paroh și protopop în Făgăraș, funcție pe care o păstrează până la data morții. A decedat în 11 iunie 1936, în Făgăraș.

## Activitatea politică
Ca deputat în Adunarea Națională din 1 decembrie 1918 a fost delegat al Protopopiatului Făgăraș și al Reuniunii Femeilor din Făgăraș. După 1918, a ocupat funcția de secretar al Parlamentului României .

## Publicații
În 1925 a publicat în Făgăraș lucrarea Organizarea românilor olteni în orașul Făgăraș din Țara Voievozilor Români la 11 nov. 1918, în care face referire la organizarea C.N.R. și a Gărzii Române din oraș, în perioada pregătirii Marii Uniri.